# Klaatu (groupe)
Pour les articles homonymes, voir Klaatu.
Klaatu est un groupe de rock progressif canadien, originaire de Toronto, en Ontario.

## Biographie
Le nom du groupe est tiré du personnage principal extra-terrestre du film de science-fiction Le Jour où la Terre s'arrêta. Klaatu est formé en 1973 par John Woloschuk et Dee Long, tous deux chanteurs, guitaristes et claviéristes.  Ils sont bientôt rejoints par le batteur Terry Draper, et cette formation restera celle du groupe jusqu'à sa dissolution.
Après quelques singles, dont un (California Jam) se classe dans le Top 40 canadien, Klaatu publie son premier album, 3:47 EST, en août 1976. À sa sortie, l'album intrigue : ni le titre ni le nom du groupe n'apparaissent sur la pochette et, qui plus est, l'intérieur de la pochette ne présente aucune information d'aucune sorte sur les membres du groupe : pas de noms, pas de photos, toutes les chansons sont créditées à « Klaatu » et l'album est produit par « Klaatu ». Ce mystère donne naissance à une rumeur : l'album aurait en fait été enregistré par les membres des Beatles, qui se seraient reformés en secret. Malgré les dénégations du groupe, la rumeur se répand et donne un coup de fouet aux ventes des singles extraits de l'album, notamment aux États-Unis.
Klaatu publie deux autres albums dans les années 1970, Hope (enregistré avec l'Orchestre symphonique de Londres) et Sir Army Suit. Ce n'est qu'à partir d'Endangered Species (1980) que les noms des membres du groupe apparaissent sur une de leurs pochettes, réfutant ainsi pour de bon les rumeurs beatlesiennes. Après un cinquième album, Magentalane (1981), le groupe se sépare en 1982.

## Post-séparation
Les albums de Klaatu sont publiés en format CD, et jusque dans les années 2000, plusieurs labels, dont Capitol Records, sortent les albums comprenant une liste de titres désordonnée. Finalement, Bullseye Records, avec l'aide du groupe, sortira les albums avec des listes dans le bon ordre. Bullseye publiera également un album tribute à Klaatu, Around the Universe In Eighty Minutes. En 2005, Bullseye Records publie un double album intitulé Sun Set, qui comprend nombre de raretés, démos, des premiers singles inédits et quelques passages enregistrés à leurs débuts de carrière. Bullseye Records du Canada sort aussi l'album Raarities en 2005.
Le 15 mars 2011, Klaatu annonce la création du label Klaatunes Records. Le groupe lancera le site web de leur label. La première sortie s'intitule Solology en 2009. Le groupe remasterisera également ses trois premiers albums 3:47 EST, Hope et Sir Army Suit.

## Style musical
Le style musical de Klaatu mêle pop, rock progressif, art/rock symphonique, et d'autres genres souvent comparés à celui des Beatles, et souvent de guitar-rock à la Queen, et musique électronique à la Wendy Carlos. Le magazine britannique Shindig! félicite le groupe pour sa capacité à mêler pop up-beat au rock progressif complexe, formant une « sorte de pop progressive transgressive ».

## Discographie

### Albums studio
- 1976 : 3:47 EST
- 1977 : Hope
- 1978 : Sir Army Suit
- 1980 : Endangered Species
- 1981 : Magentalane

### Compilations
- 1981 : Klaatu Sampler
- 1982 : Klaasic Klaatu
- 1993 : Peaks
- 2005 : Sun Set
- 2005 : Raarities
- 2009 : Solology